# 映日
映日是一種光學現象，從上方觀察時，雲層或霧氣中會出現一個可見的光點。映日出現在太陽正下方，是由太陽光反射到大氣中懸浮的無數微小冰晶而形成的。因此，這種現象屬於一種暈，也被稱為“太陽蠟燭”。

## 機制
當一片六角形冰晶區域像一面巨大的鏡子一樣，在地平線下形成太陽的虛像時，就會出現映日現象。當冰晶在空中下落時，會形成片狀晶體，這些晶體呈水平方向，與地球表面平行。當受到湍流擾動時，這些片狀晶體會“擺動”，導致其表面與理想的水平方向發生一定程度的偏差，導致反射在垂直方向拉長。